# Jin Ziwei
Jin Ziwei (xinès: 金紫薇)  (Shenyang, 17 d'octubre de 1985) és una remadora xinesa, ja retirada, que va competir durant les dècades del 2000 i 2010.
El 2004 va prendre part en els Jocs Olímpics d'Estiu d'Atenes, on fou quarta en la prova del vuit amb timoner del programa de rem. Quatre anys més tard, als Jocs de Pequín, va guanyar la medalla d'or en la prova del quàdruple scull. Va formar equip amb Tang Bin, Xi Aihua i Zhang Yangyang. El 2012, a Londres, en els seus tercers i darrers Jocs, fou cinquena en la prova del quàdruple scull.
En el seu palmarès també destaca una medalla de bronze al Campionat del món de rem de 2007.